# 나주 불회사 석장승
나주 불회사 석장승(羅州 佛會寺 石長栍)은 대한민국 전라남도 나주시 다도면 불회사 입구에 서 있는 2구의, 돌로 만든 장승이다. 1968년 12월 12일 대한민국의 국가민속문화재 제11호로 지정되었다.

## 개요
장승은 민간신앙의 한 형태로 마을이나 사찰 입구에 세워져 경계를 표시함과 동시에 잡귀의 출입을 막는 수호신의 구실을 하는데 이 장승 역시 경내의 부정을 금하는 수문신상이다.
불회사 앞 300미터 되는 길 양쪽으로 마주보고 서있는 이 장승은 각각 남·녀의 모습을 하고 있다. 남장승은 조각의 선이 깊고 뚜렷하며 수염이 표현되었고, 머리 위에는 상투를 튼 듯한 모습을 하고 있다. 입 가자장자리에는 송곳니가 아래로 뾰족하게 드러나 있고 몸체에는 ‘하원당장군(下元唐將軍)’이란 이름이 새겨있다. 여장승은 남장승에 비해 표정이 온화하고 얕은 선으로 조각되었다. 미소 띤 얼굴을 하고 있고 몸체에는 ‘주장군(周將軍)'이란 이름이 있다. 두 장승 모두 크고 둥근 눈에 두리뭉실한 주먹코이다. 나주 운흥사 석장승(국가민속문화재 제12호)의 모습과 비슷하다.
조선 숙종 45년(1719년) 전후에 제작된 것으로 추정되며 민간의 무속신앙과 불교신앙이 혼합된 상징적인 조형물이다.

## 현지 안내문
장생은 마을수호신이나 이정표(거리표시) 또는 사찰의 입구에 세워져 경계를 표시하는 역할을 담당한다.
불회사 석장승은 오른쪽이 남장승, 왼쪽이 여장승인데 하반신이 땅에 묻혀있다. 남장승 하원당장군(下元唐將軍)은 얼굴 조각선이 깊고 인상적이며 입 좌우에 치아가 각 1개씩 노출되어 있다. 머리 가운데가 솟았고 커다란 돌기형 코 선이 특징적이다. 원래 하(下)자가 새겨졌는데 누군가가 추가로 새겨 정(正)자로 보인다. 여장군(周將軍)은 남장승에 비해 얼굴이 온화하며 웃는 인상이 부드럽고 평면적이다.
이 석장승은 이웃한 운흥사 석장승의 조각형태와 수법이 비슷하다. 이로 보아 운흥사 석장승이 만들어진 강희 58년(1719)을 전후하여 만든 것으로 추정된다. 불교와 토착신앙이 어우러진 흥미로운 문화재이다.
당(唐)은 사당가는 길을 뜻하며, 주(周)자는 꼬불꼬불한 길을 뜻한다.

## 사진

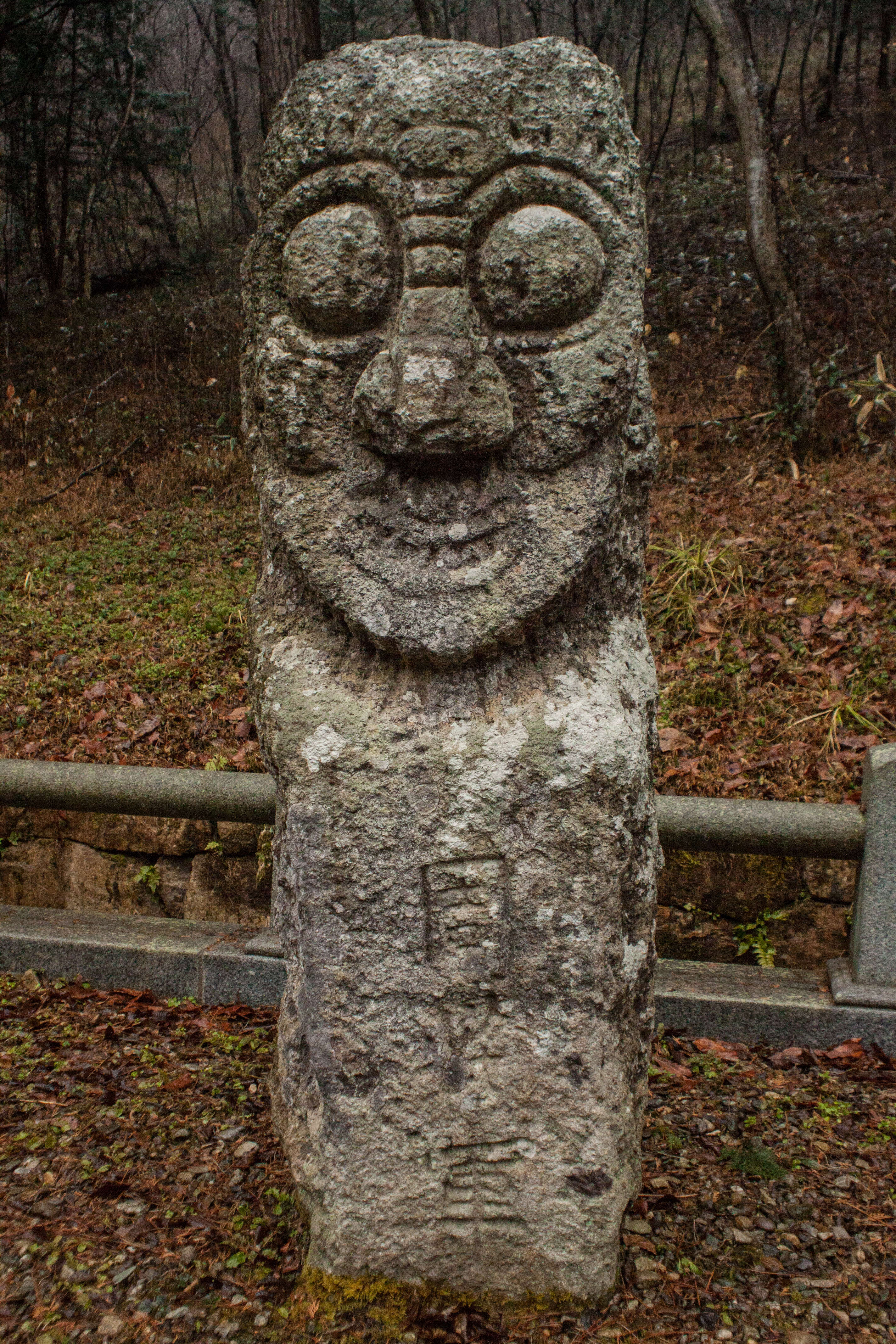
주장군
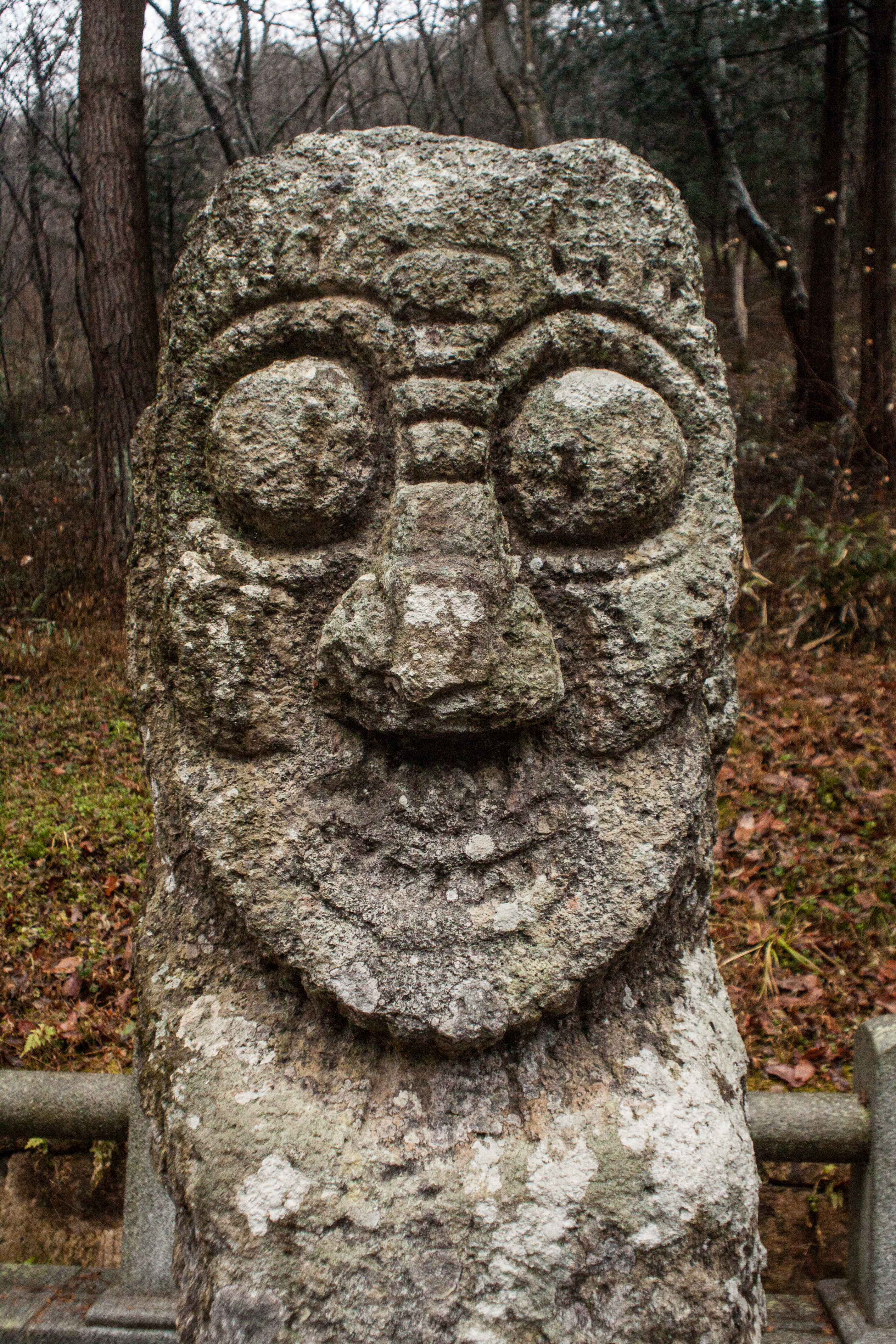
주장군 얼굴
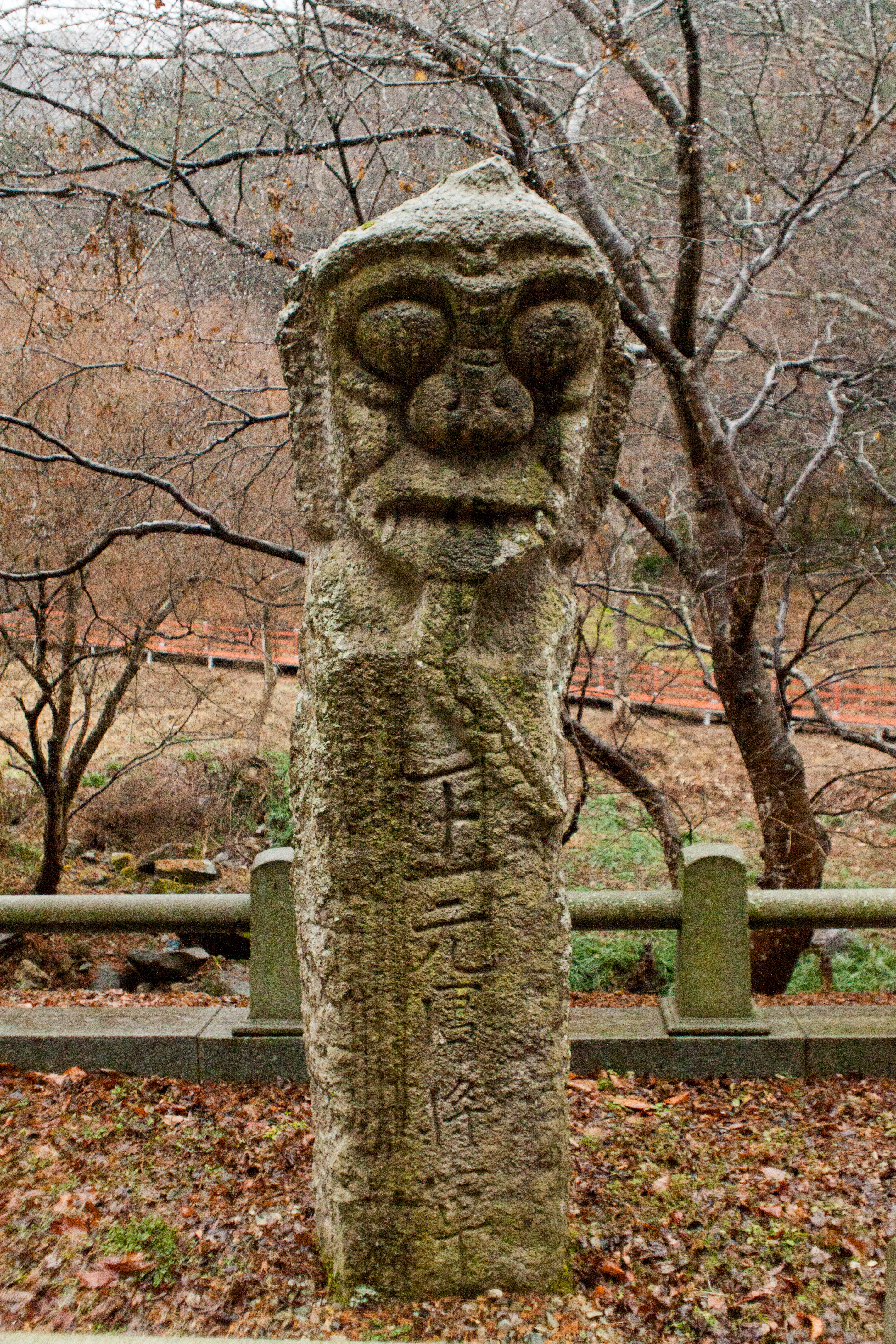
하원당장군
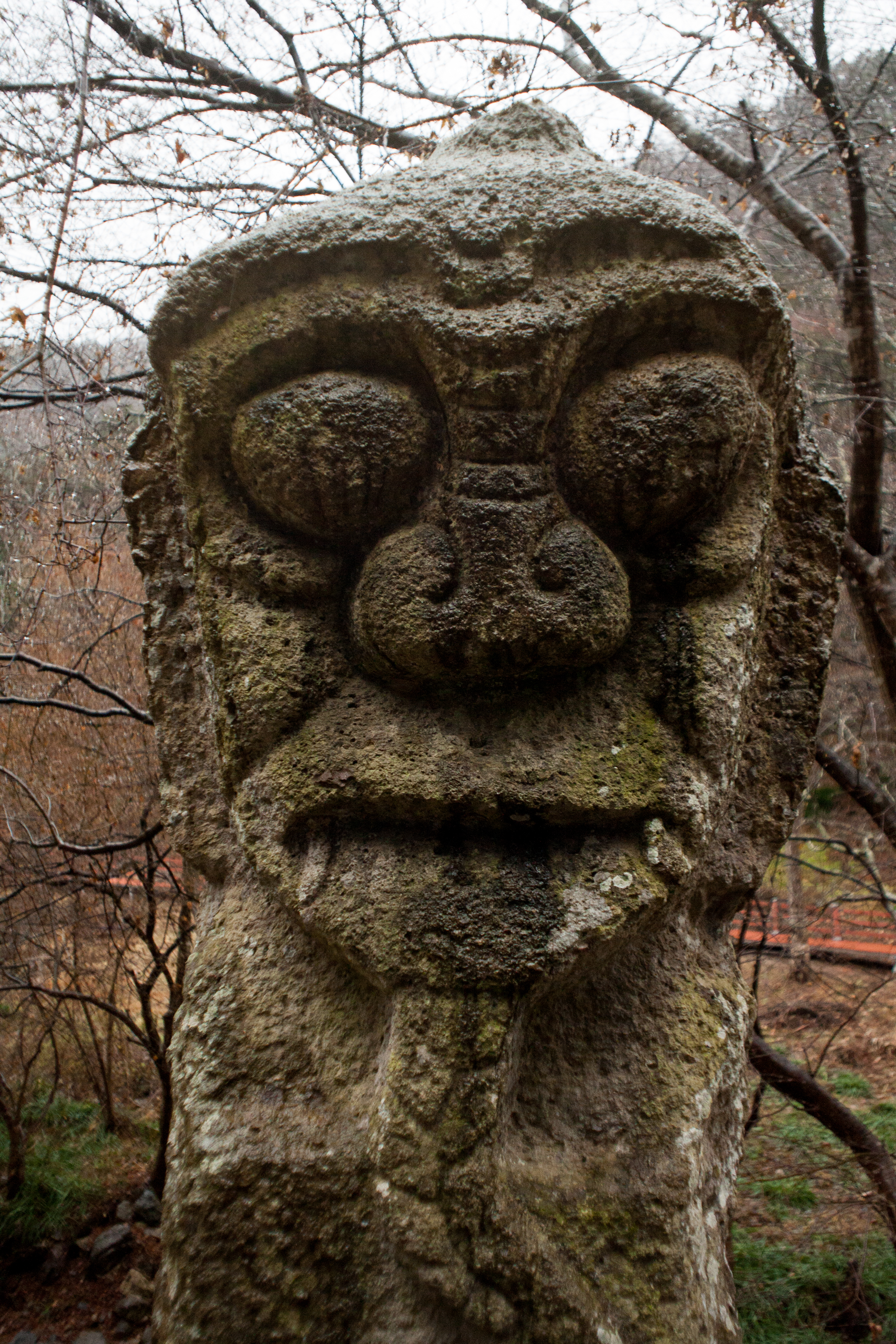
하원당장군 얼굴

## 같이 보기
- 나주 운흥사 석장승 - 국가민속문화재 제12호